# Hachemi Djiar
Hachemi Djiar né le 2 juin 1946 à Batna est un homme politique algérien, membre du FLN.
Il devient administrateur à la présidence de la république en 1975. Puis en 1979, il rejoint le ministère de l'intérieur, il sera chef de daïras de Draâ El Mizan et Bordj Menaïel, ensuite secrétaire générale des wilayas de Tizi-Ouzou, Guelma, Sidi Bel Abbes, Annaba et d'Alger, puis wali de Boumerdès en 1984 et wali d'Alger en 1987, puis de Sétif, Laghouat, Boumerdès et Constantine.
Conseiller à la présidence de la république de 1999 à 2004, il est responsable de la presse et de la communication de 2003 à 2004.

## Fonctions
- 1984, Wali de Boumerdès
- 1987, Wali d'Alger
- 2006-2007, Ministre de la communication
- 2007, Élu député  l'assemblée populaire nationale (FLN)[5].
- Depuis 2007, Ministre de la jeunesse et des sports

Ses principales fonctions occupées sont :
1. Wali de Constantine: (-1993).
2. Wali de Boumerdès: (1984-1987).